# Nat Turner
Nathaniel "Nat" Turner (2 de octubre de 1800 - Jerusalem, Virginia, 11 de noviembre de 1831) fue un esclavo estadounidense, cuya rebelión fallida en el condado de Southampton, en Virginia, es el ejemplo más destacado de resistencia de los negros ante el sistema esclavista imperante en los estados del Sur antes de la guerra de Secesión. 

## Comienzos
Turner nació en el condado de Southampton, en Virginia. Era singularmente inteligente: aprendió a leer sin haber sido enseñado, y solía hacer experimentos caseros con papel y pólvora. Era profundamente religioso, y era visto a menudo rezando y ayunando. Experimentaba visiones que él interpretaba como mensajes de Dios, y que tuvieron una gran influencia en su vida: por ejemplo, a la edad de 21 años se fugó de su amo, pero regresó un mes más tarde tras haber tenido una visión. El resto de los esclavos entre los que vivía lo conocían con el sobrenombre de El Profeta.
El 12 de febrero de 1831 tuvo lugar en Virginia un eclipse anular de Sol. Turner lo interpretó como un aviso de que debía organizar una rebelión, que decidió que se llevaría a cabo el 4 de julio, Día de la Independencia en Estados Unidos.

## Rebelión
Turner comenzó su rebelión con solo algunos de sus compañeros, pero al final llegó a contar con más de cincuenta hombres, entre esclavos y negros libres, de los cuales la mayoría disponían de caballos. El 13 de agosto se produjeron turbulencias atmosféricas, y el Sol se vio de color verde-azulado. Turner lo interpretó como el signo final, y una semana después, el 21 de agosto, daba comienzo su rebelión. Los rebeldes viajaron de casa en casa, liberando esclavos y matando a todos los hombres blancos que encontraban. 
Para no alertar a nadie de su presencia cuando realizaban sus ataques, utilizaban armas blancas, tales como cuchillos y hachas, en lugar de armas de fuego. Turner ordenó a su grupo «matar a todos los blancos». A ninguno se le perdonó la vida, aunque un niño pequeño que se escondió en una chimenea fue uno de los pocos supervivientes. Hasta que la rebelión encontró resistencia por parte de una milicia de blancos, fueron asesinadas cincuenta y cinco personas de raza blanca, entre hombres, mujeres y niños.

## Captura y ejecución

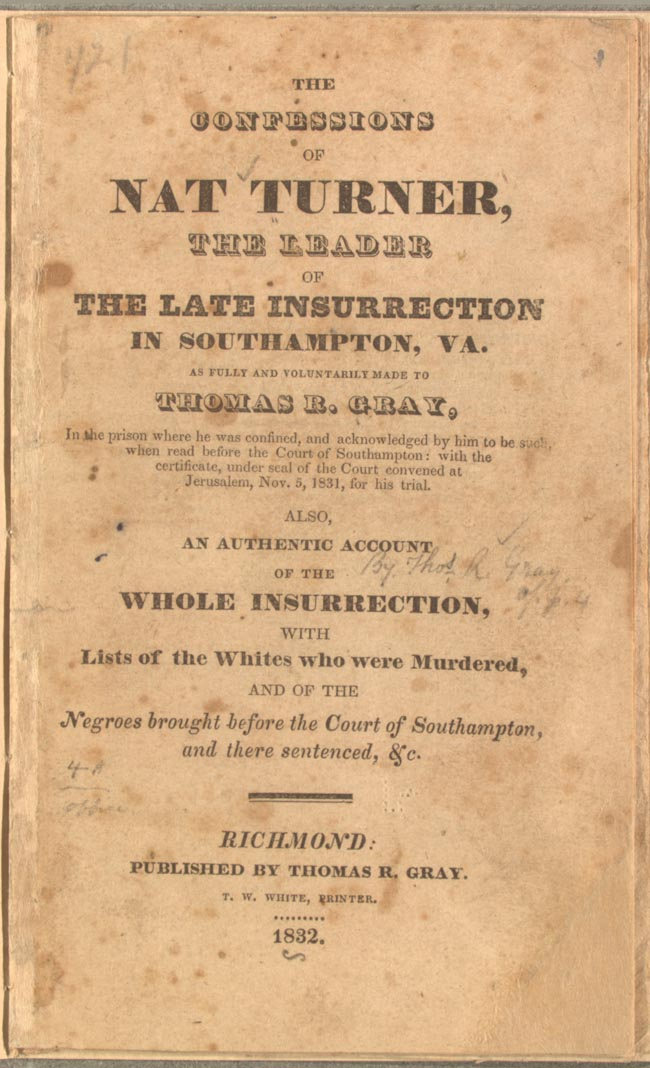
Página de título de la obra "Las confesiones de Nat Turner"

La rebelión fue vencida en solo cuarenta y ocho horas, pero Turner logró evitar ser capturado durante meses. El 30 de octubre, descubierto en un pantano por un granjero blanco, fue arrestado. Tras su captura, Thomas Ruffin Gray, nombrado de oficio su abogado, publicó un folleto titulado The Confessions of Nat Turner (Las confesiones de Nat Turner), basado en parte de investigaciones realizadas mientras Turner permanecía prófugo y en parte en conversaciones con el propio Turner antes de su juicio. Este documento es la principal fuente para conocer las ideas de Turner, aunque, debido a la evidente parcialidad de su autor, es leído con precaución por los historiadores. 
El 5 de noviembre de 1831, Nat Turner fue juzgado, encontrado culpable y condenado a muerte. Fue ahorcado el 11 de noviembre en Jerusalem (Virginia). Tras su muerte, su cadáver fue desollado, decapitado y descuartizado. Algunos blancos guardaron partes de su cuerpo como recuerdos.

## Consecuencias a largo plazo
La cámara legislativa de Virginia consideró la idea de abolir la esclavitud, pero en una apretada votación en la que tuvo una influencia determinante la reciente rebelión, se decidió mantener la esclavitud e incrementar la represión contra esclavos y negros libres. Se recortaron las libertades de todos los negros de Virginia y se prohibió cuestionar el sistema esclavista, para evitar que la discusión sobre el tema pudiera alentar futuras revueltas. 
Ninguna otra revuelta de esclavos infligió un daño tan grande a la comunidad de propietarios de esclavos de los Estados Unidos. Nat Turner es considerado un héroe por algunos afroamericanos y panafricanistas de todo el mundo. 
En 1967 el escritor William Styron publicó una novela sobre la revuelta, titulada Las confesiones de Nat Turner (The Confessions of Nat Turner), que obtuvo el Premio Pulitzer en 1968.

## Representaciones fílmicas
En 2016, el actor Nate Parker interpretó a Turner en la película The Birth of a Nation (2016), que relata la vida de Turner y los hechos de su rebelión.